# Irvington (Nueva York)

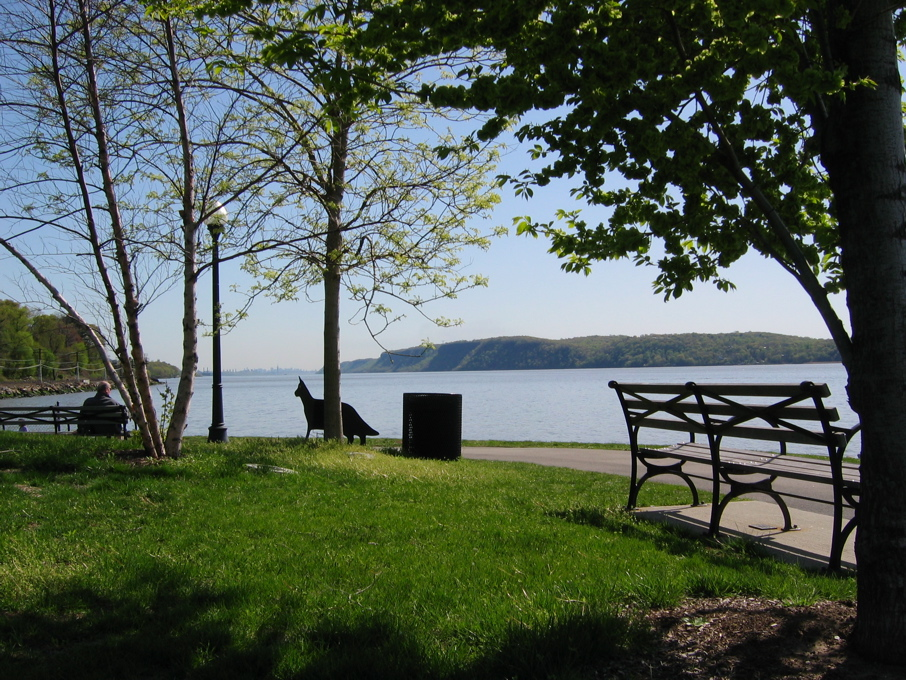
Scenic Hudson Park

Irvington es una villa ubicada en el condado de Westchester, en el estado de Nueva York, Estados Unidos. Según el censo de 2020, tiene una población de 6652 habitantes.
Está situada en la orilla este del río Hudson, 32 km al norte del centro de Manhattan.
Debido a que muchos de los residentes de Irvington (especialmente los de mayores ingresos) trabajan en Nueva York, es considerada una ciudad dormitorio.
En 2020, durante la pandemia originada por el COVID-19, cuando muchos residentes adinerados de Nueva York abandonaron la ciudad para mudarse a lugares que se consideraban más seguros y menos afectados por la enfermedad, Irvington fue uno de los lugares del condado de Westchester que mostró "un aumento significativo en las ventas a los residentes de la ciudad de Nueva York".

## Geografía
La localidad está ubicada en las coordenadas 41°2′3″N 73°52′1″O / 41.03417, -73.86694 (41.034258, -73.867028). Según la Oficina del Censo, tiene un área total de 10.57 km², de la cual 7.23 km² son tierra y 3.34 km² son agua.

## Demografía
Según la Oficina del Censo, en 2000 los ingresos medios de los hogares de la localidad eran de $96,467 y los ingresos medios de las familias eran de $120,895. Los hombres tenían unos ingresos medios de $85,708 frente a $50,714 para las mujeres. Los ingresos per cápita eran de $59,116. Alrededor del 3.1% de la población estaba por debajo del umbral de pobreza.
De acuerdo con la estimación 2016-2020 de la Oficina del Censo, los ingresos medios de los hogares de la localidad son de $145,313 y los ingresos medios de las familias son de $205,579. Los ingresos per cápita de los últimos doce meses, medidos en dólares de 2020, son de $74,819. Alrededor del 7.1% de la población está por debajo del umbral de pobreza.

## Residentes destacados
- En septiembre de 2019, los actores Michael Douglas y Catherine Zeta-Jones compraron una propiedad con una mansión de 22 habitaciones y 8 dormitorios en la localidad.[6]